# Growong
Growong is een bestuurslaag in het regentschap Magelang van de provincie Midden-Java, Indonesië. Growong telt 1028 inwoners (volkstelling 2010).